# Пелину (Калараш)
Пелину (рум. Pelinu) насеље је у Румунији у округу Калараш у општини Дор Марунт. Oпштина се налази на надморској висини од 48 m.

## Становништво
Према подацима из 2002. године у насељу је живело 163 становника, од којих су сви румунске националности.